# 伊韋什蒂鄉 (加拉茨縣)
45°40′11″N 27°32′37″E / 45.6698°N 27.5435°E
伊韋什蒂鄉（羅馬尼亞語：Comuna Ivești, Galați），是羅馬尼亞的鄉份，位於該國東部，由加拉茨縣負責管轄，面積81平方公里，海拔高度23米，2007年人口9,782，人口密度每平方公里121人。